# Majdanek

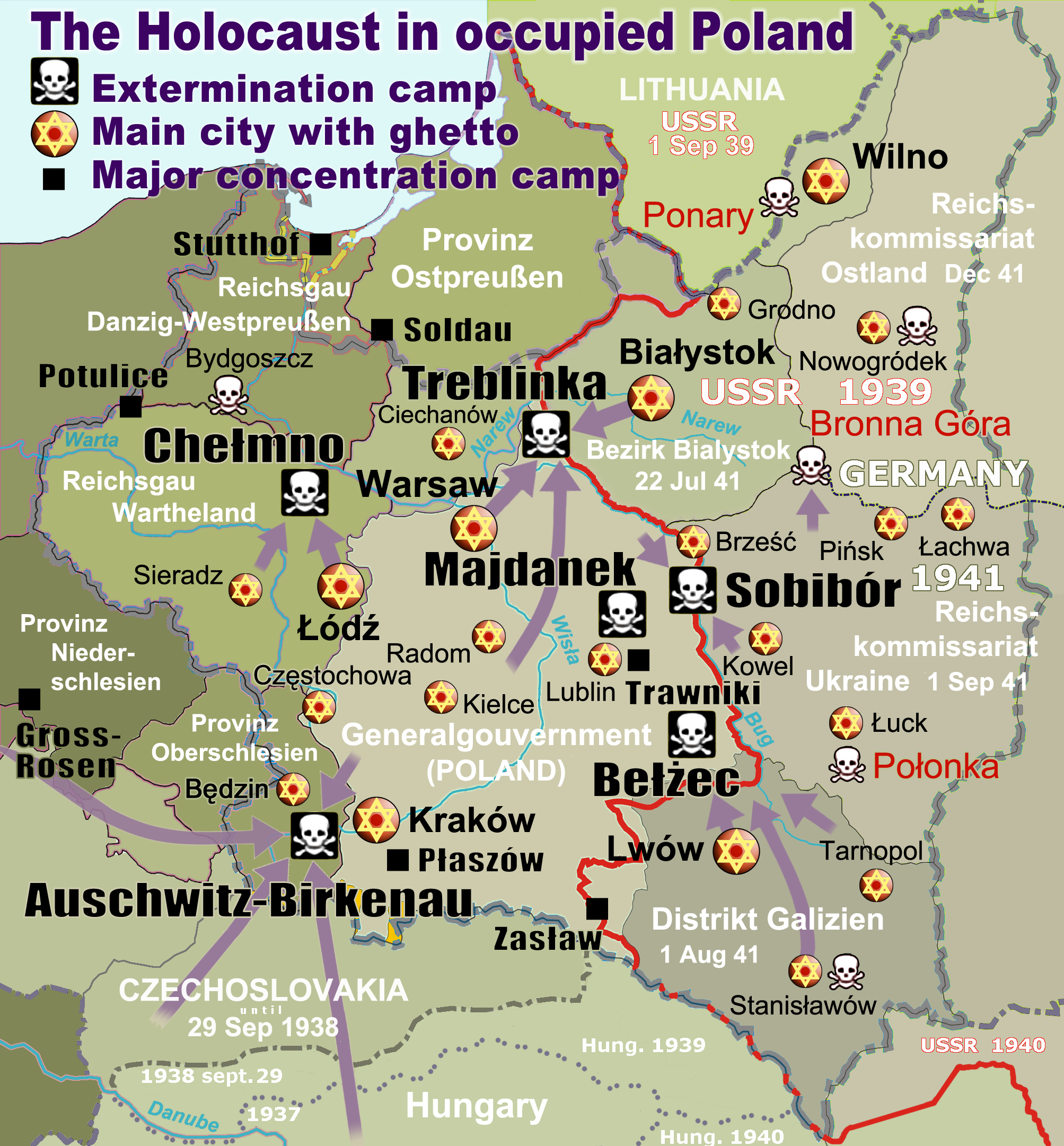
Principals camps de concentració nazis a la Polònia ocupada.

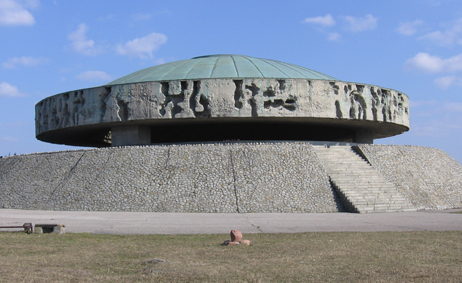
Mausoleu a Majdanek; conté les cendres de les víctimes, obra de Wiktor Tołkin.

Majdanek va ser un camp d'extermini nazi, en territori polonès, construït a quatre quilòmetres de la ciutat de Lublin, prop del límit amb Ucraïna. Aquesta proximitat, va fer que els alemanys no tinguessin temps per a destruir el camp, per tant es conserva tal com era en l'època de la Segona Guerra Mundial. El camp va ser creat a l'octubre de 1941 per ordres expresses del comandant de les SS, Heinrich Himmler per rebre presoners de guerra polonesos, sota la supervisió de les SS, i va ser transformat en camp de concentració al febrer de 1943 per a tota mena de presoners.
Al contrari que altres camps de concentració nazis, aquest no estava amagat en cap lloc remot enmig de boscos ni era voltat per zones d'exclusió, quedant a la vista de la població civil de Lublin.
Majdanek albergava a prop de 50 mil presoners, passant per una expansió el 1942 que va elevar la seva capacitat fins a 250 mil, usats principalment per a treballar com a esclaus en la producció de munició i fabricació d'armes. Entre l'abril d'aquell any fins al seu alliberament el 24 de juliol de 1944, el lloc va ser transformat en camp d'extermini, amb la introducció de cambres de gas i forns crematoris. Va ser un dels dos únics camps nazis que va utilitzar el Zyklon B – l'altre va ser Auschwitz - com a gas exterminador, juntament amb el monòxid de carboni també per ser usat en les execucions.
Amb l'arribada de l'Exèrcit Soviètic el 24 de juliol de 1944, el camp va ser evacuat, essent el crematori l'únic lloc que els nazis van aconseguir destruir abans de la fugida, gràcies a la rapidesa de l'avanç de les tropes russes, cosa que va deixar Majdanek com al millor preservat dels camps de l'Holocaust per a la postguerra. Els soviètics van seguir usant-lo com a camp d'internament després de la guerra.

## Construcció
El Konzentrationslager Lublin es va establir l'octubre de 1941 per ordres del Reichsführer-SS Heinrich Himmler, liderat per Odilo Globocnik poc després de la visita de Himmler a Lublin el 17-20 de juliol de 1941 en el curs de l'Operació Barba-roja, la invasió alemanya de la Unió Soviètica. El pla original redactat per Himmler era que el camp acollís com a mínim 25.000 presoners de guerra.
Després de la captura d'un gran nombre de presoners de guerra soviètics durant la batalla de Kíev, la capacitat prevista del camp es va augmentar posteriorment a 50.000. La construcció d’aquests mòduls va començar l’1 d’octubre de 1941 (com també es va fer a Auschwitz-Birkenau, que havia rebut la mateixa comanda). A principis de novembre, es van ampliar els plans per permetre la presència de 125.000 interns i, al desembre, a 150.000. Es va augmentar encara més el març de 1942 per permetre 250.000 presoners de guerra soviètics.
La construcció va començar amb 150 treballadors forçats jueus d'un dels camps de Lublin de Globocnik, al qual tornaven els presoners cada nit. Més tard, la plantilla de treballadors va incloure 2.000 presoners de guerra de l'exèrcit roig, que van haver de sobreviure a condicions extremes, inclòs dormir a l'aire lliure. A mitjans de novembre, només 500 d'ells encara eren vius, dels quals almenys el 30% eren incapaços de continuar treballant. A mitjans de desembre, les casernes per a 20.000 persones estaven a punt quan va esclatar una epidèmia de tifus, i el gener de 1942 tots els treballadors esclaus (presoners de guerra i jueus polonesos) havien mort. Tot el treball va cessar fins al març de 1942, quan van arribar nous presoners. Tot i que finalment el camp va tenir la capacitat d’acollir aproximadament 50.000 presoners, no va créixer significativament més enllà d’aquesta mida.

### En operació
El juliol de 1942, Himmler va visitar Belzec, Sobibor i Treblinka; els tres camps d’extermini secrets construïts específicament per a l'Operació Reinhard que el govern alemany nazi va planejar per eliminar els jueus polonesos. Aquests camps havien començat a operar el març, maig i juliol de 1942, respectivament. Posteriorment, Himmler va dictar una ordre perquè les deportacions de jueus als camps dels cinc districtes de la Polònia ocupada, que constituïen el govern general nazi, es completessin a finals de 1942.
Majdanek es va convertir en un dipòsit secundari de classificació i emmagatzematge a l'inici de l'Operació Reinhard, per a béns i objectes de valor presos de les víctimes als centres d'assassinat de Belzec, Sobibor i Treblinka. Tanmateix, a causa de les grans poblacions jueves del sud-est de Polònia, inclosos els guetos de Cracòvia, Lwów, Zamość i Varsòvia, que encara no estaven "processats", Majdanek va ser reformat com a centre d'assassinat cap al març de 1942. La gasificació es va realitzar a la vista d'altres reclusos, sense parets al voltant dels edificis. Un altre mètode de matança freqüent eren els trets dels escamots de Trawnikis. Segons el Museu Majdanek, les cambres de gas van començar a funcionar el setembre de 1942.
Hi ha dos edificis idèntics a Majdanek, on es va utilitzar Zyklon-B. Les execucions es van dur a terme a la caserna 41 amb l'ús de cianur d'hidrogen cristal·lí alliberat pel Zyklon B. Els mateixos grànuls de gas verinós es van utilitzar per desinfectar la roba dels presoners a la caserna 42.
A causa de la necessitat urgent de mà d'obra estrangera en la indústria bèl·lica, els treballadors jueus de Polònia van ser originalment estalviats. Durant un temps van ser mantinguts als guetos, com el de Varsòvia (que es va convertir en un camp de concentració després de la insurrecció del gueto de Varsòvia), o van ser enviats a camps de treball com Majdanek, on treballaven principalment a la Steyr-Daimler-Puch, fàbrica d’armes i municions.
A mitjan octubre de 1942, el camp tenia 9.519 presos registrats, dels quals 7.468 (o el 78,45%) eren jueus i altres 1.884 (el 19,79%) eren polonesos no jueus. L'agost de 1943, hi havia 16.206 presoners al camp principal, dels quals 9.105 (56,18%) eren jueus i 3.893 (24,02%) eren polonesos no jueus. Entre els contingents minoritaris s'incloïen belarussos, ucraïnesos, russos, alemanys, austríacs, eslovens, italians i nacionals francesos i holandesos. Segons les dades del Museu Estatal Majdanek oficial, 300.000 persones estaven preses del camp en un moment o altre. La població de presos en cada moment era molt inferior.
A partir d’octubre de 1942, Majdanek també va tenir dones supervisores. Aquestes guàrdies de les SS, que havien estat entrenades al camp de concentració de Ravensbrück, incloïen Elsa Ehrich, Hermine Boettcher-Brueckner, Hermine Braunsteiner, Hildegard Lächert, Rosy Suess (Süss) Elisabeth Knoblich-Ernst, Charlotte Karla Mayer-Woellert i Gertrud (1942) –1944), que posteriorment van ser condemnades com a criminals de guerra.
Majdanek no tenia inicialment subcamps. Aquests es van incorporar a principis de tardor de 1943, quan els camps de treballs forçats restants al voltant de Lublin, inclosos Budzyn, Trawniki, Poniatowa, Krasnik, Pulawy, així com els camps de concentració "Airstrip" ("Aeròdrom") i " Lipowa 7 " es convertirien en sub-campaments de Majdanek.
De l'1 de setembre de 1941 al 28 de maig de 1942, Alfons Bentele va dirigir l'Administració del camp. Alois Kurz, SS Untersturmführer, era membre del personal alemany de Majdanek, Auschwitz-Birkenau i de Mittelbau-Dora. No va ser acusat. El 18 de juny de 1943 Fritz Ritterbusch es va traslladar a KL Lublin per convertir-se en adjunt del comandant.
A causa de la proximitat del camp a Lublin, els presoners van poder comunicar-se amb el món exterior a través de cartes traçades de contraban pels treballadors civils que van entrar al camp. Moltes d'aquestes cartes supervivents han estat donades pels seus destinataris al museu del campament. El 2008 el museu va realitzar una exposició especial on mostra una selecció d’aquestes cartes.
A partir de febrer de 1943, els alemanys van permetre a la Creu Roja Polonesa i al Consell Central de Benestar que portessin aliments al campament. Els presos podien rebre paquets d’aliments que s'adreçaven per ells a través de la Creu Roja Polonesa. Els arxius del Museu Majdanek documenten 10.300 lliuraments detallats.

### Fets de la Festa de la Collita
L'Operació Reinhard va continuar fins a principis de novembre de 1943, quan els últims presoners jueus del sistema de subcamps Majdanek del districte de Lublin al govern general van ser massacrats pels escamots dels homes de Trawniki durant l'operació "Festa de la collita". Respecte al camp principal de Majdanek, les execucions més notòries es van produir el 3 de novembre de 1943, quan van morir 18.400 jueus en un sol dia. L'endemà al matí van ser trobats i afusellats 25 jueus que havien aconseguit amagar-se. Mentrestant, 611 presoners més, 311 dones i 300 homes, van rebre l'ordre de classificar la roba dels morts i cobrir les trinxeres funeràries. Els homes van ser assignats més tard a Sonderkommando 1005, on van haver d'exhumar els mateixos cossos per incineració. Aquests homes van ser executats. Les 311 dones van ser enviades posteriorment a Auschwitz, on van ser assassinades pel gas. Al final de l'operació "Festa de la Verema", Majdanek només tenia 71 jueus del total de 6.562 presos que encara vivien.
Les execucions dels presoners restants van continuar a Majdanek els mesos següents. Entre desembre de 1943 i març de 1944, Majdanek va rebre aproximadament 18.000 anomenats "invàlids", molts dels quals posteriorment van ser gasificats amb Zyklon B. Les execucions per part d'un equip de tir també van continuar, amb 600 tirotejats el 21 de gener de 1944; 180 afusellats el 23 de gener de 1944; i 200 afusellats el 24 de març de 1944.

### Evacuació
A finals de juliol de 1944, amb les forces soviètiques que s'acostaven ràpidament a Lublin, els alemanys van evacuar precipitadament el camp. No obstant això, el personal només havia aconseguit destruir parcialment els crematoris abans que arribessin les tropes soviètiques de l'Exèrcit Roig el 24 de juliol de 1944, convertint Majdanek en el camp més ben conservat de l'Holocaust a causa de la incompetència del seu subcomandant, Anton Thernes. Va ser el primer gran camp de concentració alliberat per les forces aliades, i els horrors que es van trobar allà van ser àmpliament publicitats.
Tot i que prèviament 1.000 presos havien marxat a la força a Auschwitz (dels quals només la meitat van arribar amb vida), l'Exèrcit Roig encara va trobar milers de presos, principalment presoners de guerra, encara al camp i nombroses proves de l'assassinat massiu que s'hi havia produït.

## Nombre de víctimes
L'estimació oficial de 78.000 víctimes, d'aquests 59.000 jueus, va ser determinada el 2005 per Tomasz Kranz, director del Departament d'Investigació del Museu Estatal de Majdanek, calculat després del descobriment del Telegrama Höfle el 2000. Aquest nombre és proper al actualment indicat al lloc web del museu. El nombre total de víctimes ha estat un tema d’estudi controvertit, començant per la investigació del jutge Zdzisław Łukaszkiewicz el 1948, que va aproximar una xifra de 360.000 víctimes. Va ser seguit per una estimació d’unes 235.000 víctimes per Czesław Rajca (1992) del Museu Majdanek, que el museu va citar durant anys. Rajca considera que la xifra actual és "increïblement baixa", però ha estat acceptada pel Consell d'Administració del museu "amb certa precaució", a l'espera d'una investigació addicional sobre el nombre de presos que no van entrar als registres del tren de l'Holocaust, per l'administració del camp alemany. De moment, el Museu informa que, a partir de noves investigacions, uns 150.000 presoners van arribar a Majdanek durant els 34 mesos de la seva existència. Dels més de 2.000.000 de jueus assassinats en el transcurs de l'operació Reinhard, uns 60.000 jueus (56.000 coneguts amb el seu nom) van ser definitivament exterminats a Majdanek, entre les seves gairebé 80.000 víctimes representades.
Els soviètics inicialment van sobreestimar brutalment el nombre de morts, afirmant als judicis de Nuremberg el juliol de 1944 que hi havia ni més ni menys que 400.000 víctimes jueves, i que el nombre oficial soviètic era d'1,5 milions de víctimes de diferents nacionalitats, el periodista canadenc independent Raymond Arthur Davies, amb seu a Moscou i en la nòmina del Congrés jueu canadenc, va visitar Majdanek el 28 d'agost de 1944. L'endemà va enviar un telegrama a Saul Hayes, el director executiu del Congrés jueu canadenc. Afirmavva: "Desitjo [destacar] aquell Majdanek on van morir un milió de jueus i mig milió d'altres " i "Es pot dir als Estats Units que almenys tres milions de jueus [polonesos] van ser assassinats de a qui almenys un terç van morir a Majdanek ", i, tot i que es va informar àmpliament d'aquesta manera, els estudiosos mai no van prendre seriosament l'estimació.
El 1961, Raul Hilberg va estimar que 50.000 víctimes jueves van morir al camp. El 1992, Czesław Rajca va donar la seva pròpia estimació de 235.000; es va mostrar al museu del campament. La investigació del 2005 del cap del departament científic del Museu Majdanek, l'historiador Tomasz Kranz, va indicar que hi havia 79.000 víctimes, 59.000 de les quals eren jueus.
Les diferències en les estimacions provenen de diferents mètodes utilitzats per estimar i de la quantitat d'evidència disponible per als investigadors. Les xifres soviètiques es basaven en la metodologia més crua, que també s'utilitzava per fer estimacions d’Auschwitz: es va suposar que el nombre de víctimes corresponia més o menys a les capacitats crematòries. Els investigadors posteriors van intentar tenir en compte moltes més proves, utilitzant registres de deportacions, censos de població contemporanis i van recuperar registres nazis. L'estimació de Hilberg de 1961, que utilitza aquests registres, s'ajusta estretament a l'informe de Kranz.
Els forns originals ben conservats del segon crematori de Majdanek van ser construïts el 1943 per Heinrich Kori. Van substituir els forns portats a Majdanek des del camp de concentració de Sachsenhausen el 1942.

## Conseqüències
Després de la presa de possessió del camp, l'agost de 1944 els soviètics van protegir la zona del campament i van convocar una comissió especial polaco-soviètica per investigar i documentar els crims contra la humanitat comesos a Majdanek. Aquest esforç constitueix un dels primers intents de documentar els crims de guerra nazis a l'Europa de l'Est. A la tardor de 1944 es va fundar el Museu Estatal Majdanek als terrenys del camp de concentració de Majdanek. El 1947, el campament actual es va convertir en el monument de martirologia per decret del Parlament polonès. El mateix any, es van recollir uns 1.300 m³ de terra superficial barrejats amb cendres humanes i fragments d'ossos i es van convertir en un gran túmul. Majdanek va rebre l'estatus de museu nacional el 1965.
Article detallat: assajos Majdanek

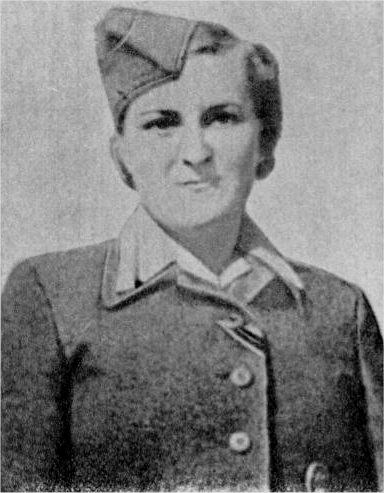
Hermine Braunsteiner. Una de les dirigents del camp, jutjades i condemnades a posteriori.

Alguns membres del camp nazi van ser processats immediatament després de la guerra, i alguns en les dècades posteriors. Al novembre i desembre de 1944, quatre homes de les SS i dos kapos van ser jutjats; un es va suïcidar i la resta va ser penjat el 3 de desembre de 1944. L'última acusació important i àmpliament difosa de 16 membres de les SS de Majdanek (Majdanek-Prozess en alemany) va tenir lloc del 1975 al 1981 a Alemanya Occidental. No obstant això, dels 1.037 membres de les SS que treballaven a Majdanek i que es coneixen pel seu nom, només 170 van ser processats. Això va ser per mor d'una norma aplicada pel sistema de justícia d'Alemanya Occidental que només podia acusar als implicats directament en el procés d'assassinat.

## Utilització del camp Majdanek per part de la NKVD soviètica
Després de la captura del camp per l'exèrcit soviètic, el NKVD va conservar la instal·lació ja feta com a presó per als soldats de l'Armia Krajowa (AK, la resistència de l'exèrcit local) lleials al govern polonès a l'exili i al Narodowe Siły Zbrojne (Forces Armades Nacionals) contràries a l'ocupació alemanya i soviètica. La NKVD com les SS anteriors van utilitzar les mateixes instal·lacions per empresonar i torturar patriotes polonesos.
El 19 d'agost de 1944, en un informe al govern exiliat polonès, el districte de Lublin de l'exèrcit interior (AK) va escriure: "El NKVD està realitzant arrestos massius de soldats AK a tota la regió. Aquestes detencions són tolerades pel Comitè polonès d'alliberament nacional i els soldats de l'AK són empresonats al camp de Majdanek. Les pèrdues de la nostra nació i de l'exèrcit nacional són iguals a les pèrdues que vam patir durant l'ocupació alemanya. Estem pagant amb la nostra sang ".

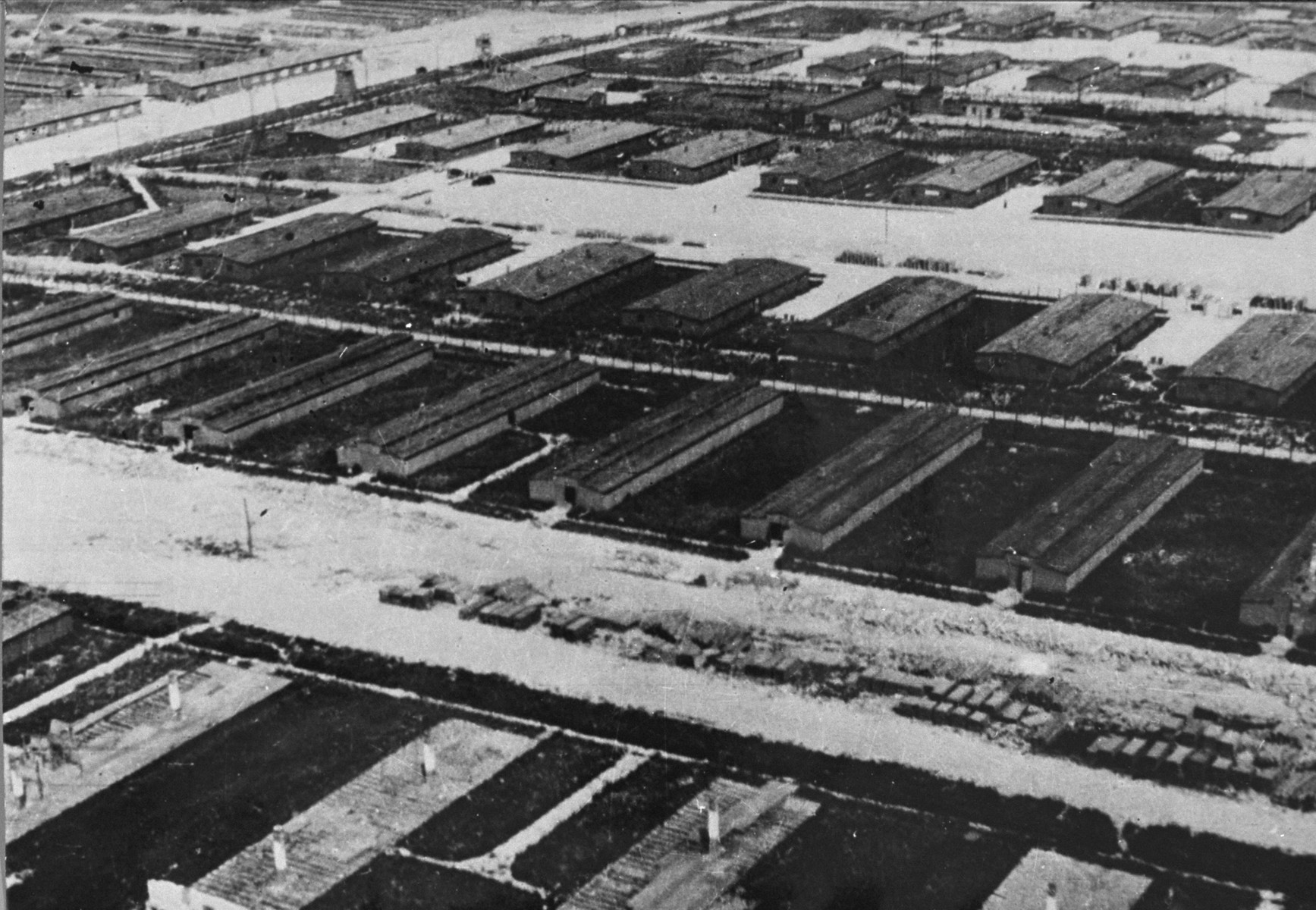
Vista aèria del camp en juny de 1944 després de la captura per l'exèrcit soviètic. A la part de davall es veuen mòduls en construcció.

Entre els presoners del camp Majdanek NKVD hi havia membres volinians de l'AK i soldats de les unitats AK que s'havien dirigit cap a Varsòvia per unir-se a la insurrecció de Varsòvia. El 23 d'agost de 1944, uns 250 interns de Majdanek van ser traslladats a l'estació de ferrocarril de Lublin Tatary. Allà, totes les víctimes van ser col·locades en cotxes de bestiar i portades a camps a Sibèria i altres parts de la Unió Soviètica.

## Commemoració
El juliol de 1969, en el 25è aniversari del seu alliberament, es va construir un gran monument dissenyat per Wiktor Tołkin (també conegut com a Victor Tolkin). Consta de dues parts: un gran portal monumental a l'entrada del campament i un gran mausoleu que contenia les cendres de les víctimes a l'extrem oposat.
A l'octubre de 2005, en col·laboració amb el museu Majdanek, quatre supervivents de Majdanek van tornar al lloc i van permetre als arqueòlegs trobar uns 50 objectes que havien estat enterrats pels interns, inclosos rellotges, arracades i anells de noces. Segons la pel·lícula documental Buried Prayers, aquesta va ser la recuperació més important reportada d'objectes de valor en un camp d'extermini fins a la data. Les entrevistes entre historiadors governamentals i supervivents jueus no eren freqüents abans del 2005.
Actualment, el camp ocupa aproximadament la meitat dels seus 2,7 km² originals i, però, per als edificis anteriors, és principalment nu. Un incendi a l'agost del 2010 va destruir un dels edificis de fusta que s'utilitzava com a museu per allotjar set mil parells de sabates de presoners. La ciutat de Lublin ha triplicat la seva mida des del final de la Segona Guerra Mundial, i fins i tot el campament principal es troba avui dins dels límits de la ciutat de Lublin. És ben visible per a molts habitants de la ciutat alta, fet que molts visitants remarquen. Els jardins de cases i pisos voregen i donen al campament.
El 2016, el Museu Estatal Majdanek i les seves sucursals, Sobibór i Bełżec, van tenir uns 210.000 visitants. Això va suposar un augment de 10.000 visitants respecte a l'any anterior. Els visitants inclouen jueus, polonesos i altres que desitgin obtenir més informació sobre els durs crims contra la humanitat.